# Nova Olímpia (ort)
Nova Olímpia är en ort i Brasilien.   Den ligger i kommunen Nova Olímpia och delstaten Mato Grosso, i den centrala delen av landet, 1 000 km väster om huvudstaden Brasília. Nova Olímpia ligger 183 meter över havet och antalet invånare är 19 274.
Terrängen runt Nova Olímpia är platt.
Omgivningarna runt Nova Olímpia är huvudsakligen savann. Runt Nova Olímpia är det glesbefolkat, med 16 invånare per kvadratkilometer.